# Khaleem Hyland
Khaleem Hyland (ur. 5 czerwca 1989 w Carenage) – trynidadzki piłkarz występujący na pozycji pomocnika. Kapitan reprezentacji Trynidadu i Tobago.

## Kariera
Jest wychowankiem San Juan Jabloteh Port-of-Spain. W sezonie 2008/2009 był zawodnikiem Portsmouth F.C. W rundzie wiosennej sezonu 2008/2009 przebywał na wypożyczeniu w SV Zulte Waregem, a po jego zakończeniu został wykupiony przez ten klub. W sierpniu 2011 roku odszedł do ówczesnego mistrza Belgii, KRC Genk. W 2015 trafił do KVC Westerlo.
W 2008 roku zadebiutował w reprezentacji Trynidadu i Tobago.